# 双孢叶腹菌
双孢叶腹菌（学名：Chamonixia bispora）是属于牛肝菌目牛肝菌科叶腹菌属的一种担子菌。该种分布于中国。